# Josamicina
La josamicina (nome commerciale: Iosalide) è un antibiotico macrolide, derivato dallo Streptomyces narvonensis varietà josamyceticus. La molecola ha uno spettro d'azione simile a quello della eritromicina. Il farmaco sembra più attivo nei confronti di alcuni ceppi di specie anaerobiche quali i Bacteroides fragilis. I valori delle MIC sono compresi tra 0,03 e 0,5 µg/mL.
Attualmente in Italia è venduta in associazione al difluorocortolone valerato nelle gocce per affezioni batteriche gengivali con il nome di Corti Fluoral

## Farmacocinetica
La josamicina viene assorbita rapidamente a livello intestinale (duodeno). L'assorbimento è migliore e più rapido a digiuno.
Dopo somministrazione orale di 1 g la concentrazione plasmatica massima di 2,4 µg/mL è raggiunta entro un'ora. La emivita di eliminazione è di 2 ore. Il farmaco tende ad accumularsi in seguito a somministrazioni ripetute.
L'antibiotico è scarsamente legato alle proteine plasmatiche (15%) e diffonde rapidamente verso i parenchimi dove raggiunge concentrazioni superiori a quelle seriche (es. polmoni, cute, tessuti molli). La josamicina non attraversa la barriera ematoencefalica, supera poco quella placentare e si ritrova nel latte materno.
L'antibiotico è metabolizzato a livello epatico con formazione di tre metaboliti principali attivi: la 14-idrossijosamicina, la b-idrossijosamicina e la deisovalerijosamicina. La josamicina viene eliminata principalmente per via biliare (90%) e solo il 10% circa è eliminato con le urine.

## Tossicità
Nel topo e nel ratto il valore della DL50 è > 7 g/kg per os.

## Indicazioni terapeutiche
L'antibiotico è indicato nelle infezioni sostenute da germi sensibili.
La josamicina è stata utilizzata in infezioni broncopolmonari, otorinolaringoiatriche, oftalmiche, stomatologiche, cutanee e dei tessuti molli, urologiche, dell'apparato genitale, della ghiandola mammaria e delle vie biliari.
È stata inoltre utilizzata per il trattamento della febbre bottonosa, sostenuta dalla Rickettsia conori.

## Effetti collaterali
La josamicina, così come tutti gli altri macrolidi, può causare disturbi gastrointestinali (nausea, anoressia, diarrea), manifestazioni allergiche (in particolare rash, eruzioni cutanee e prurito) e, talora, aumento delle transaminasi.
La josamicina è forse meno lesiva dell'eritromicina per il tratto gastrointestinale (è possibile che si tratti di un'azione motilin-like).

## Controindicazioni e precauzioni d'uso
L'antibiotico risulta controindicato in caso di ipersensibilità.
La somministrazione del farmaco non è raccomandata in caso di insufficienza epatica o gravidanza. Il trattamento deve essere sospeso durante l'allattamento.
Deve essere evitata l'associazione con diidroergotamina ed ergotamina per la possibilità di fatti ischemici e sindromi neurologiche.